# Bałtów (Sainte-Croix)
Pour les articles homonymes, voir Bałtów.
Bałtów (740 habitants environ) est un village du Powiat d'Ostrowiec, dans la Voïvodie de Sainte-Croix, au sud-est de la Pologne. Il est le siège de la gmina (circonscription administrative) appelée Gmina Bałtów. Il se trouve à environ 15 kilomètres au nord-est de Ostrowiec Świętokrzyski et à 68 km à l'est de la capitale régionale Kielce.

## Galerie

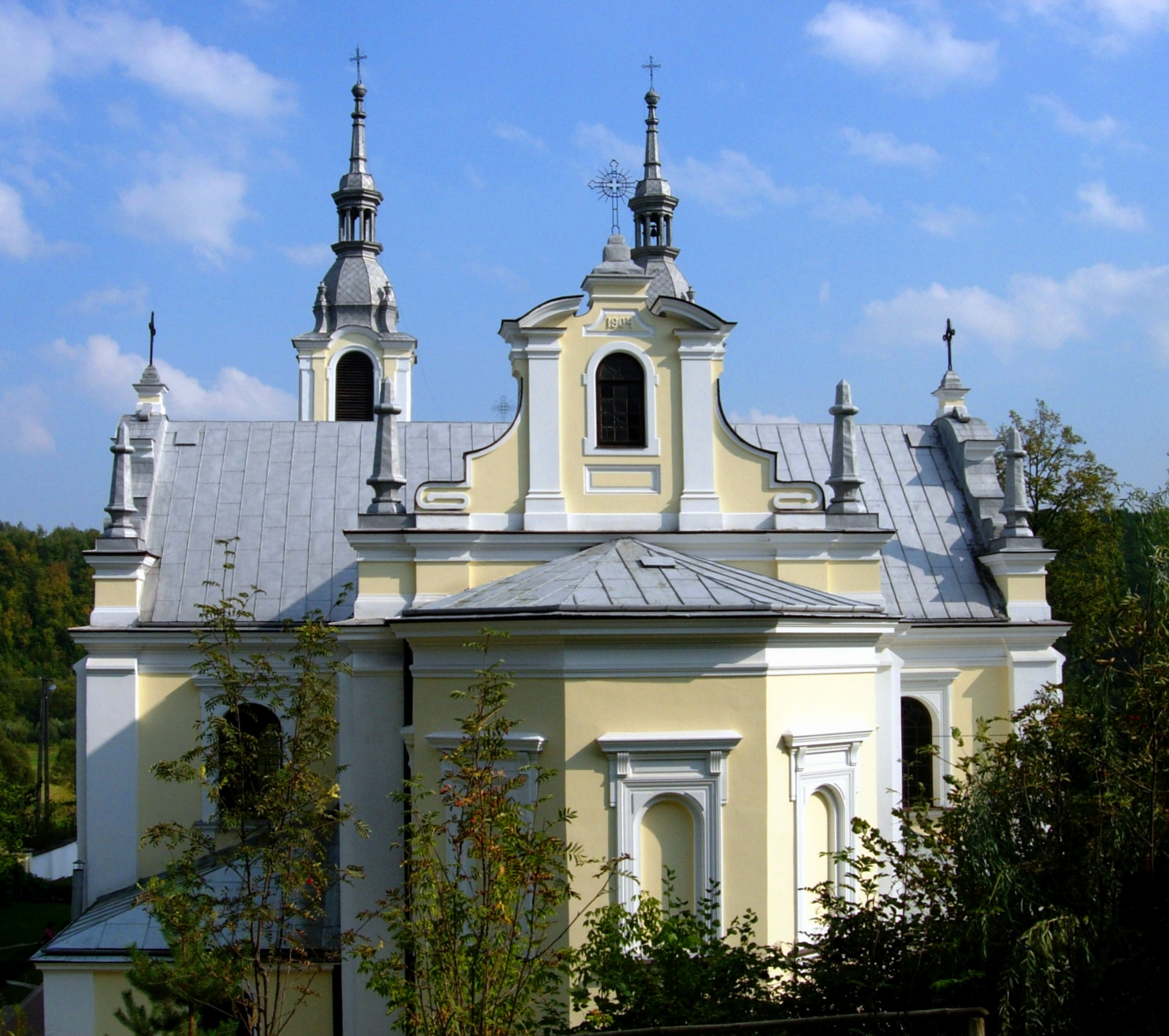
Église à Bałtów
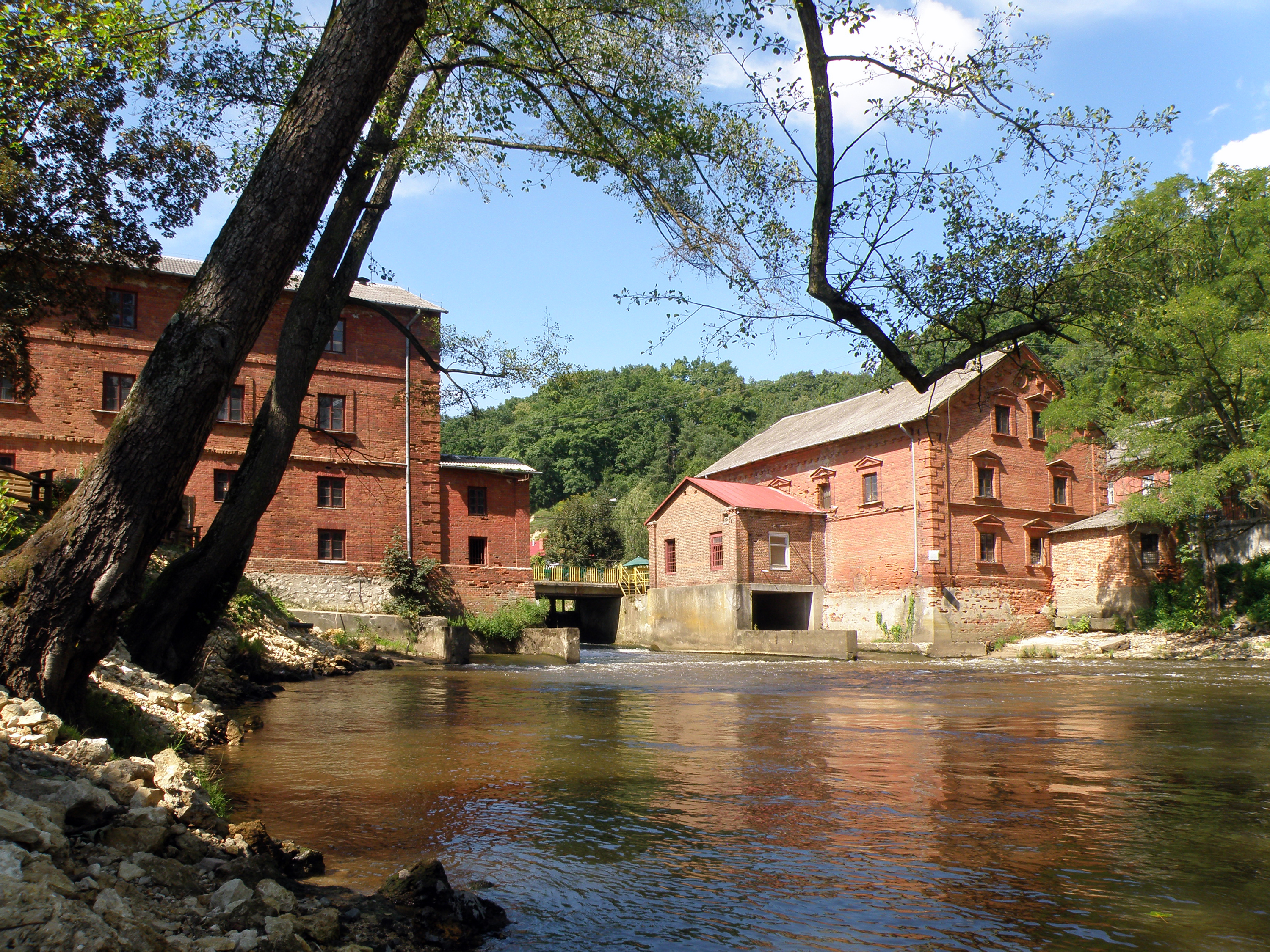
Moulin à eau du XIXe siècle
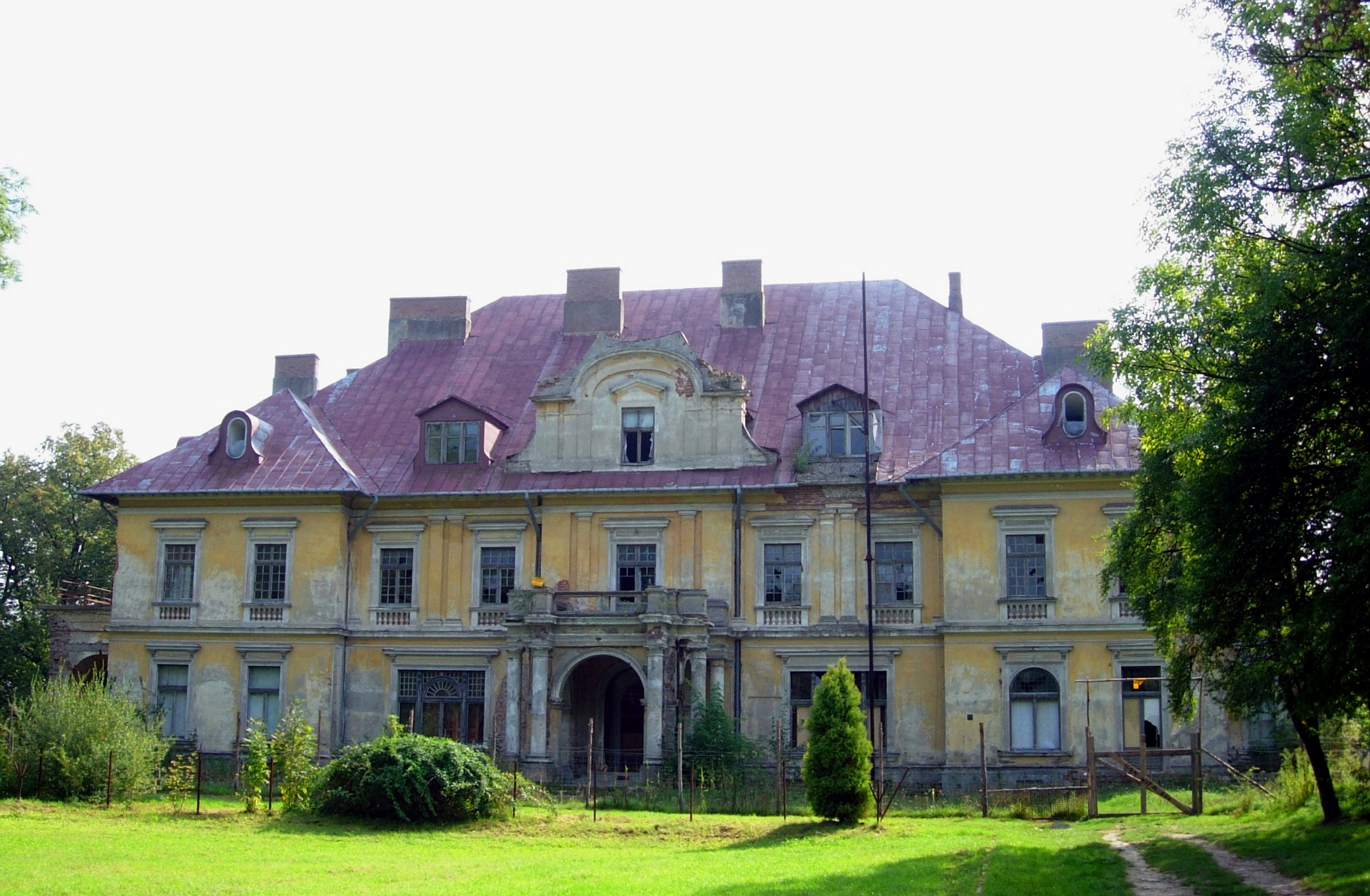
Palais des Baltes
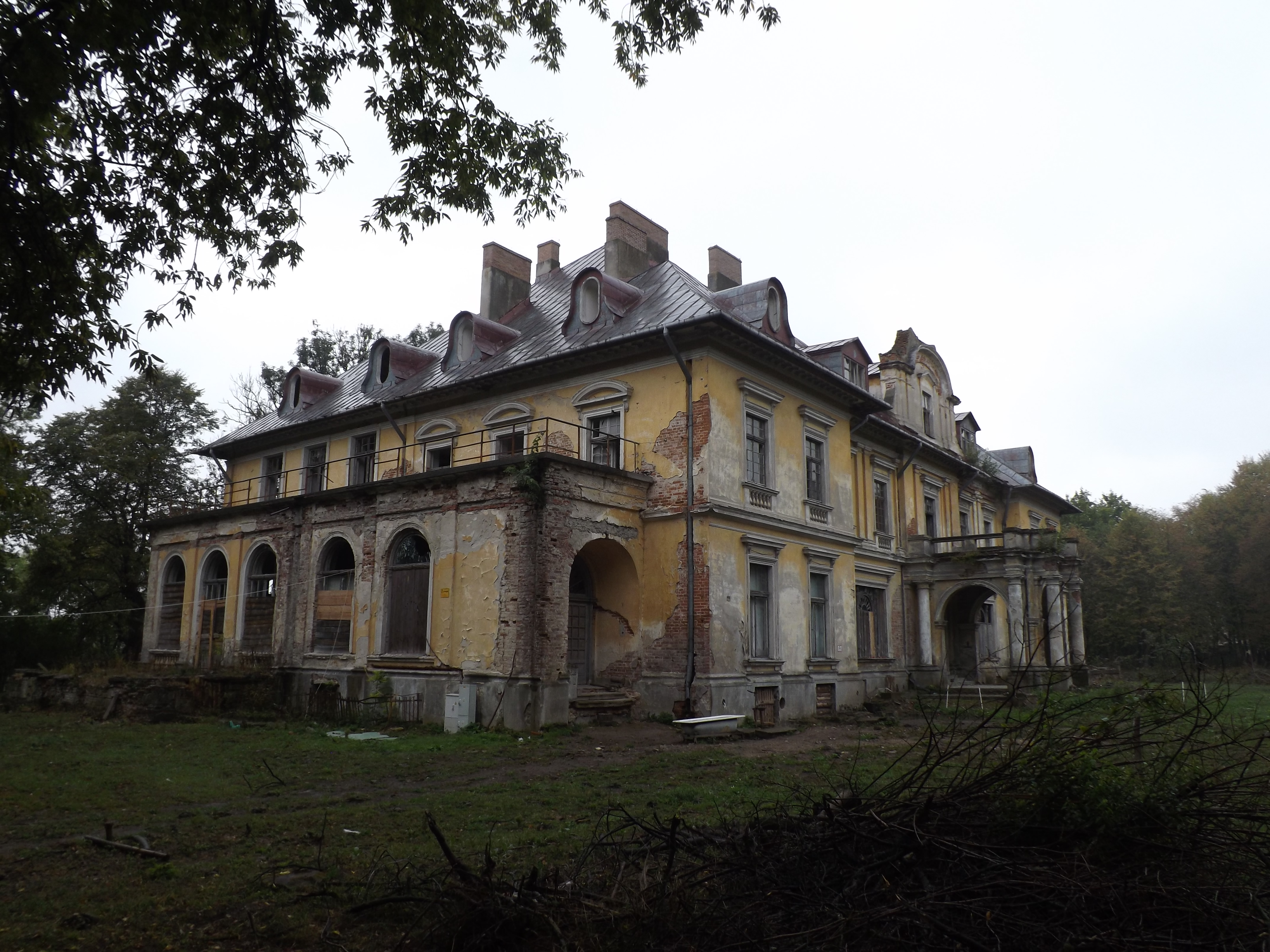
Palais des Baltes
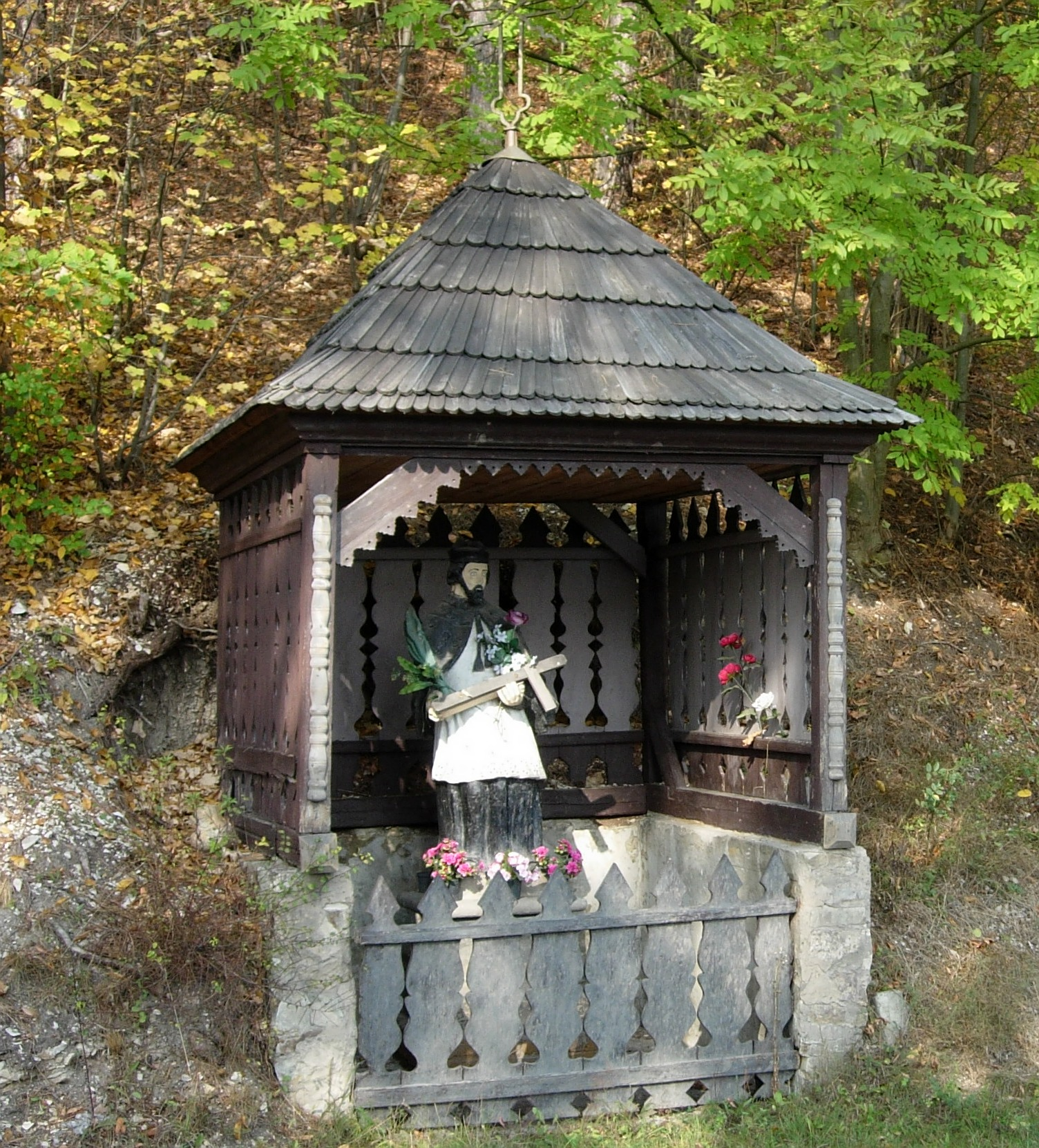
Chapelle de St Jean Népomucène à Bałtów
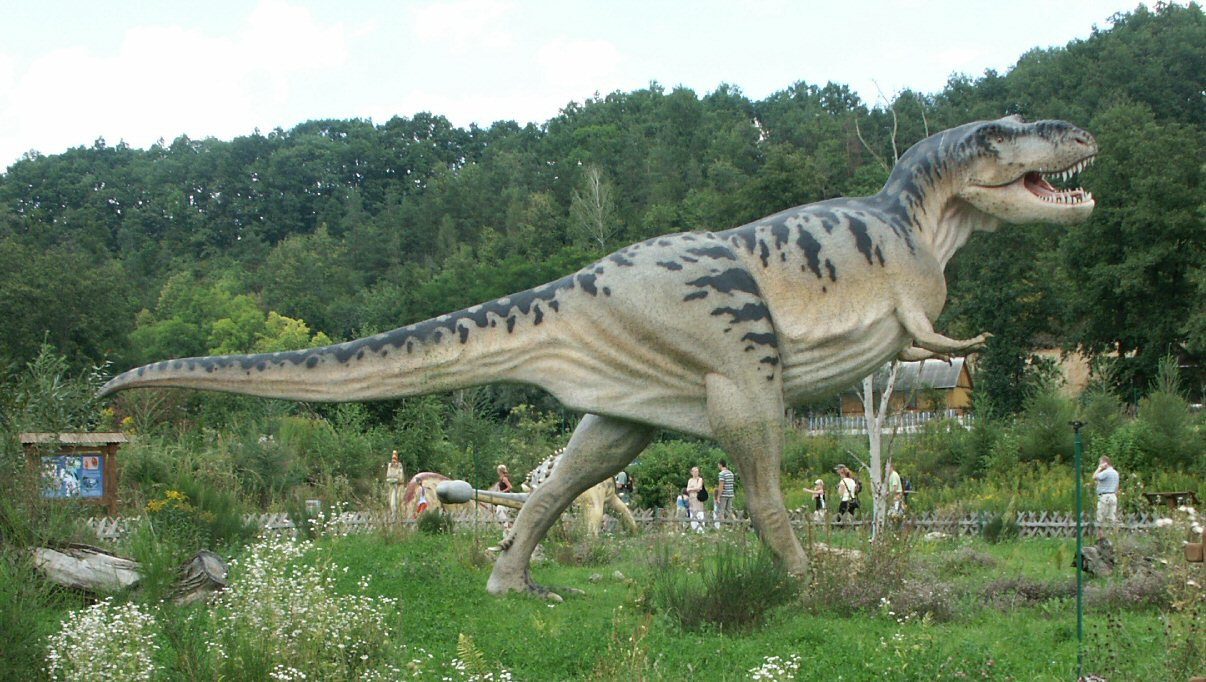
Modèle de Tyrranosaurus dans le parc jurassique de Bałtów
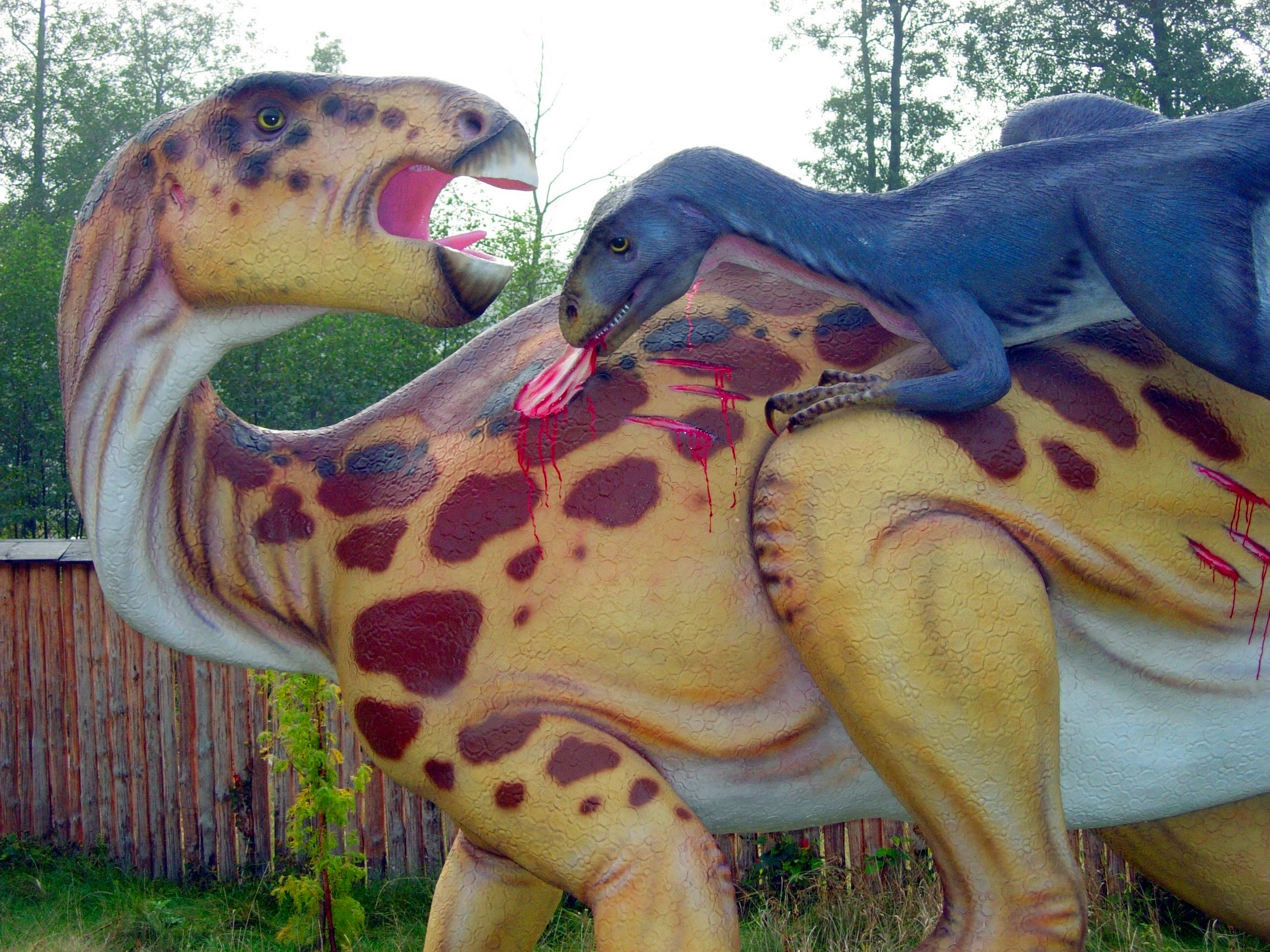
Dinosaures dans le parc jurassique de Bałtów
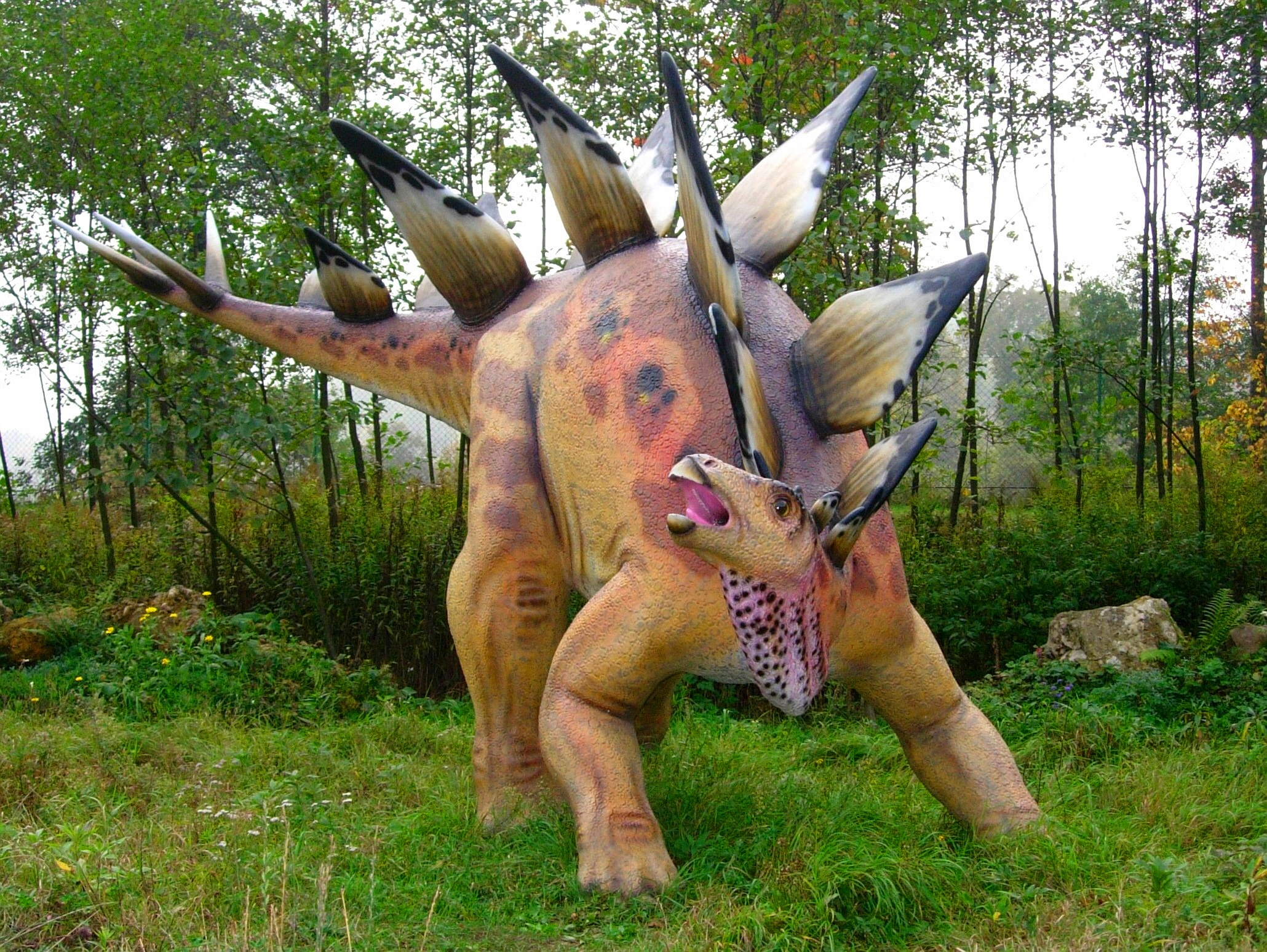
Modèle de Stégosaurus dans le parc jurassique de Bałtów